# توني تونز
توني تونز (بالإنجليزية: Toni Tones)‏، هي ممثلة ومُغنية ومُصورة فوتوغرافية نيجيرية. في 2020، رُشحت أنتونيا للتنافس على نيل جائزة الأكاديمية الأفريقية للأفلام لأفضل ممثلة في دور مساعد عن دورها في فيلم ملك الأولاد.

## وصلات خارجية
- توني تونز على موقع IMDb (الإنجليزية)
- توني تونز على موقع ألو سيني (الفرنسية)
- توني تونز على موقع قاعدة بيانات الفيلم (الإنجليزية)